# Jonathan Böttcher

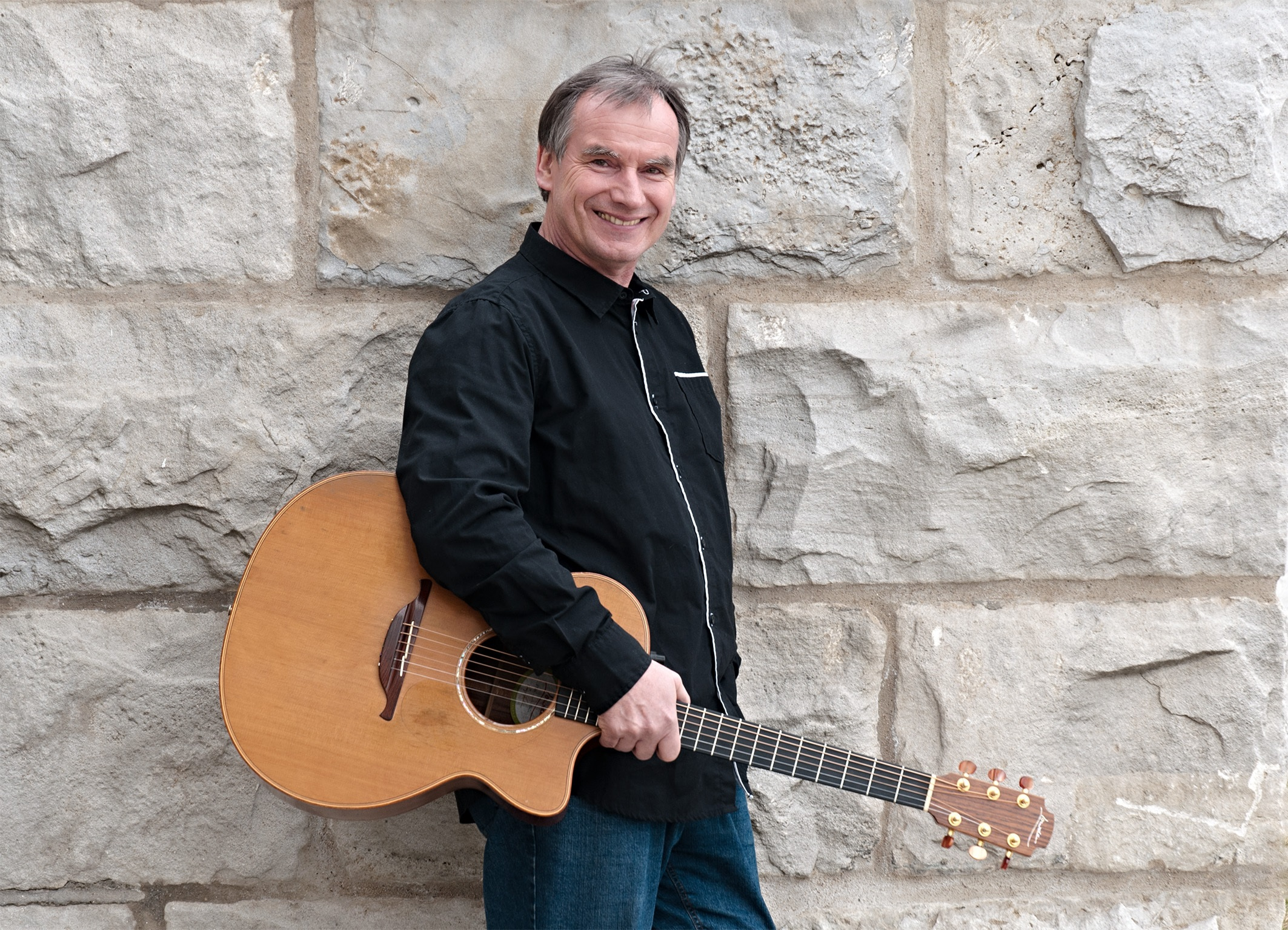
Jonathan Böttcher

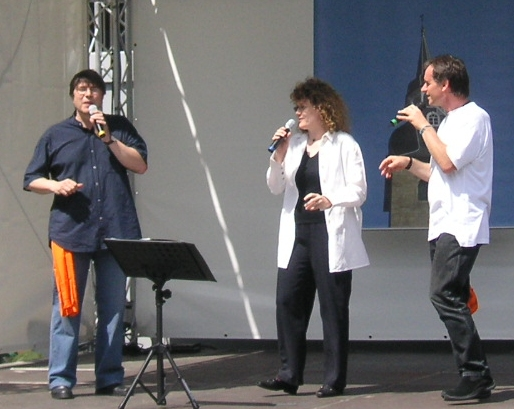
Jonathan Böttcher (rechts) mit Birgit Kley (Mitte) und Helmut Krüger (links) beim Deutschen Evangelischen Kirchentag 2007.

Jonathan Böttcher (* 1958 in Salzgitter-Bad) ist ein deutscher Gitarrist, Sänger, Komponist und Texter.

## Leben und Wirken
Jonathan Böttcher wuchs als Sohn eines Kaufmanns in Dörnten in der Nähe von Goslar im Harzer Vorland auf. Mit zwölf Jahren spielte er erstmals Gitarre. Seine Ausbildung zum Physiklaboranten (er wollte eigentlich Astrophysiker werden) brach er im Alter von 18 Jahren ab, machte zunächst Straßenmusik, reiste dann für ein Jahr nach Indien, wollte dort Musik studieren, nahm Tabla Unterricht und interessierte sich für den Buddhismus. Zurück in Deutschland fand er schließlich zum christlichen Glauben,
lernt seither das neue Testament auswendig und beschäftigt sich intensiv mit dem Glauben, der auch in seinen Liedern Ausdruck findet.
Hatte er bis dahin Gitarrespielen ausschließlich autodidaktisch erlernt, folgte von 1984 bis 1992 eine private Ausbildung für klassische Gitarre bei dem Gitarristen und Pädagogen Johannes Tappert.
Auf den in Frankreich geborenen Spanier Laurent Quirós traf er im Frühjahr 1979 in der Fußgängerzone Münchens, wo dieser Zeitungen verkaufte. Aus Sympathie heraus fragte Quirós, ob er mitsingen dürfe. Aus dem spontanen gemeinsamen Auftritt entwickelte sich eine Zusammenarbeit. Gemeinsam mit Rainer Schwander, Klaus Knoppe und Helmut Kandert bildeten sie zwischen 1980 und 1988 die Würzburger Folk-Formation „Heilhut Semmeldroll“. Bereits während dieser Zeit allerdings begannen sie Duo-Konzerte als Jonathan & Laurent zu geben und veröffentlichten zwischen 1988 und 1992 drei Alben, die zu den meistverkauften Alben christlicher Musik in Deutschland zählten. Im Jahr 1984 erschien seine erste Solo-LP „Jonathan“ im Abakus-Verlag, unter der Produktionsleitung von Siegfried Fietz. Neben seinen Duo-Produktionen verfolgte Böttcher aber auch immer wieder solistische Projekte, die er sowohl mit den Konzeptproduktionen „Lieder zur Bergpredigt“ (1989) und „Francesco d'Assisi“ (1993) verwirklichte.
Als Liedermacher und Songpoet ist Böttcher bundesweit und im deutschsprachigen Raum zu mehr als bislang 4.200 Konzerten unterwegs gewesen und produzierte über 50 CDs für Kinder und Erwachsene. Seit 1995 veröffentlicht er CD-Produktionen in enger Zusammenarbeit mit dem Schweizer Pianisten und Produzenten David Plüss und seit 1997 auch CDs mit Kinderliedern für „Kleine und große Leute“. Er wirkt bei Evangelischen Kirchentagen und Katholikentagen seit 1983 mit, hat Fernsehauftritte und Radioevents.
2016 entstand in Zusammenarbeit mit der Lyrikerin Cornelia Elke Schray die CD Wie kann ich dir ein Engel sein? mit Texten aus ihrem Buch Manchmal tut ein Engel gut.
2018 entstand sein bisher letztes Songalbum Lass Frieden werden in enger Zusammenarbeit mit Helmut Krüger, Klaus Knoppe, Bärbel Kunz, Bruno Bischler und Gunter Hauser als Produzent.

## Veröffentlichungen
- Wortmalereien, Stephans-Buchhandlung, Würzburg 1993, ISBN 978-3-929734-14-0.
- Unsere Blicke weiten die Welt. Liebesgedichte, Stephans-Buchhandlung, Würzburg 1995, ISBN 978-3-929734-16-4.
- Mit Gottes Segen durch das Jahr. Spiellieder zu biblischen Geschichten (12 Entwürfe für die Praxis) mit Claudia Kümmerle, Neukirchener Verlags-Haus, Neukirchen-Vluyn 2007, ISBN 978-3-7975-0165-3.

Musikdrucke
- Ein Licht scheint in der Dunkelheit. Weihnachtslieder für kleine und grosse Leute, MCM Music, Würzburg 2001.
- Freunde der Erde. Lieder zur Schöpfung, MCM Music, Würzburg 2002.
- Farben für den Winter (mit Role Kalkbrenner), MCM Music, Würzburg 2002.
- Sei willkommen. Lieder über Gott und die Welt für kleine und grosse Leute (mit Uwe Lal), MCM Music, Würzburg 2004.
- Märchenlieder: Hans im Glück. Lieder für kleine und große Leute (mit Jean-Peter Braun), MCM Music, Würzburg 2004.
- Alles hat seine Zeit, MCM Music, Würzburg 2006.
- Lieder zur Bergpredigt, MCM Music, Würzburg 2007.

### Diskografie
Solo-Alben
| Jahr | Titel                      | Label      | Künstler und Informationen |
| ---- | -------------------------- | ---------- | -------------------------- |
| 1984 | Jonathan                   | Abakus     | Solo-Debütalbum            |
| 1989 | Lieder zur Bergpredigt (1) | Pila Music |                            |
| 2003 | Lieder zur Bergpredigt (2) | MCM Music  | Solo-Album                 |
| 2013 | Mehrsaitig                 | ?          | Gitarre solo; Instrumental |
| 2014 | Deine Liebe lebt           | ?          | Songalbum                  |

Konzeptproduktionen
| Jahr | Titel              | Label      | Künstler und Informationen   |
| ---- | ------------------ | ---------- | ---------------------------- |
| 1993 | Francesco d'Assisi | Pila Music | mit dem Cellisten Elias Betz |

Kollaborationen
| Jahr | Titel                                                   | Label       | Künstler und Informationen                                                                   |
| ---- | ------------------------------------------------------- | ----------- | -------------------------------------------------------------------------------------------- |
| 1983 | Heilhut Semmeldroll                                     | Marei-Music | mit Heilhut Semmeldroll                                                                      |
| 1985 | Hullebautz                                              | Marei-Music | mit Heilhut Semmeldroll                                                                      |
| 1985 | Lusam Quartett                                          | ?           | mit dem Lusam Quartett                                                                       |
| 1985 | Der Sonnengesang des Franz von Assisi                   | ?           |                                                                                              |
| 1987 | Farben für den Winter                                   | ?           | mit Heilhut Semmeldroll                                                                      |
| 1988 | Jonathan & Laurent                                      | Pila Music  | mit Jonathan & Laurent                                                                       |
| 1990 | Moment mal                                              | Pila Music  | mit Jonathan & Laurent                                                                       |
| 1992 | Jonathan & Laurent live                                 | Pila Music  | mit Jonathan & Laurent                                                                       |
| 1994 | Der verlorene Sohn                                      | ?           | DVD; mit Heidi und Bernd Umbreit, Oberstenfeld                                               |
| 1995 | Unsere Blicke weiten die Welt                           | MCM Music   | CD und Buch                                                                                  |
| 1996 | Jetzt und hier                                          | ?           |                                                                                              |
| 1996 | Wechselfälle                                            | ?           | Tagebuchaufzeichnungen                                                                       |
| 1998 | Klitzeklein und riesengroß                              | ?           | Lieder für kleine und große Leute                                                            |
| 1999 | Hereinspaziert                                          | Cap-Music   | Lieder für kleine und große Leute                                                            |
| 1999 | Weites Land                                             | ?           |                                                                                              |
| 2000 | Hell die Nacht                                          | ?           |                                                                                              |
| 2001 | Wenn du da bist                                         | ?           | Lieder für kleine und große Leute                                                            |
| 2001 | feelsaitig – Volume one                                 | ?           |                                                                                              |
| 2001 | Tausend kunterbunte Luftballons                         | ?           | Lieder für kleine und große Leute                                                            |
| 2001 | Ein Licht scheint in der Dunkelheit                     | ?           | Lieder für kleine und große Leute                                                            |
| 2002 | Freunde der Erde                                        | ?           | Lieder für kleine und große Leute                                                            |
| 2002 | Farben für den Winter                                   | ?           | Best-of-Album                                                                                |
| 2003 | Märchenlieder: Hans im Glück                            | MCM Music   | Jean-Peter Braun: Lieder für kleine und große Leute                                          |
| 2004 | So weit so nah                                          | MCM Music   | mit Birgit Kley und Helmut Krüger                                                            |
| 2004 | Sei willkommen                                          | ?           | Best-of: Lieder für kleine und große Leute                                                   |
| 2005 | Licht und Liebe: unsere Blicke weiten die Welt          | MCM Music   | mit Rainer Schwander                                                                         |
| 2005 | Alles hat seine Zeit                                    | ?           |                                                                                              |
| 2005 | Schöne Träume wünsch ich dir                            | ?           | Lieder für kleine und große Leute                                                            |
| 2005 | Das Kinderhospiz Balthasar                              | ?           | mit diversen Interpreten                                                                     |
| 2005 | Zwischen den Zeilen                                     | ?           | Lieder für große Leute; mit Bärbel Kunz                                                      |
| 2006 | Back Again                                              | MCM Music   | mit Jonathan & Laurent                                                                       |
| 2006 | Aus gutem Grund                                         | MCM Music   | mit Birgit Kley und Helmut Krüger; offizielle CD zum Deutschen Evangelischen Kirchentag 2007 |
| 2007 | Unsere gute alte Erde                                   | ?           | Lieder für kleine und große Leute                                                            |
| 2007 | Mit Gottes Segen durch das Jahr                         | ?           | CD und Buch (mit Claudia Kümmerle): Lieder für kleine und große Leute                        |
| 2007 | Aus gutem Grund                                         | ?           | mit Birgit Kley und Helmut Krüger                                                            |
| 2007 | Schritte auf dem Weg                                    | ?           | Best-of zum 50. Geburtstag                                                                   |
| 2008 | Der Mops vom Hugelberg                                  | ?           | Lieder für kleine und große Leute                                                            |
| 2009 | Heilhut Semmeldroll 1983-1987                           | ?           | Live-Mitschnitt der Geburtstagsgala                                                          |
| 2009 | Kindergarten Marienhaus – Das Lied                      | ?           | Mini-CD: Lieder für kleine und große Leute                                                   |
| 2009 | Kleine Strolche                                         | ?           | Lieder für kleine und große Leute                                                            |
| 2010 | Himmelwärts                                             | ?           | Lieder für große Leute                                                                       |
| 2011 | Gott kommt zu uns                                       | ?           | Lieder für kleine und große Leute                                                            |
| 2011 | Gott hat die Welt gemacht                               | ?           | Lieder für kleine und große Leute                                                            |
| 2013 | In der Stille der Nacht                                 | ?           | Weihnachts-Album: Lieder für kleine und große Leute                                          |
| 2013 | Der Mops vom Hugelberg                                  | ?           | Remake: Ein Kinderlieder-Musical                                                             |
| 2014 | Shalom Alejchem – Frieden für alle                      | ?           | Lieder für große Leute; mit Bärbel Kunz                                                      |
| 2015 | Wir sind Freunde                                        | ?           | Lieder für kleine und große Leute                                                            |
| 2016 | Wie kann ich dir ein Engel sein – Lieder, die beflügeln | ?           | vertonte Texte von Cornelia Elke Schray                                                      |
| 2018 | Lass Frieden werden – Lieder, die bewegen               | ?           | Lieder für große Leute                                                                       |